# الطاقة في إندونيسيا
إجمالي إمدادات الطاقة 2021

استهلاك الطاقة حسب المصدر، إندونيسيا

تطوّر انبعاثات ثاني أكسيد الكربون

في عام 2019، بلغ إجمالي إنتاج الطاقة في إندونيسيا 450.79 مليون طن مكافئ للنفط، وكان إجمالي إمداد الطاقة الأولية 231.14 مليون طن مكافئ للنفط، واستهلاك الكهرباء النهائي 263.32 تيراواط ساعة. مع سيطرت مصادر الوقود الأحفوري على استخدام الطاقة في إندونيسيا لفترة طويلة.
كانت إندونيسيا في وقت سابق منتجاً رئيسياً للنفط في العالم وانضمت إلى منظمة الدول المصدرة للنفظ أوبك في عام 1962، إلا أنها أصبحت بعد ذلك مستورداً صافياً للنفط على الرغم من استمرارها في الانضمام إلى أوبك حتى عام 2016، ممّا جعلها الدولة الوحيدة المستوردة للنفط الصافي في المنظمة.
تُعد إندونيسيا أيضًا رابع أكبر منتج للفحم، وواحدة من أكبر مصدري الفحم في العالم، حيث بلغت احتياطيات الفحم المثبتة فيها 24,910 مليون طن في عام 2016، ممّا يجعلها الدولة الحادية عشر في العالم من حيث احتياطيات الفحم. بالإضافة إلى ذلك، تمتلك إندونيسيا إمكانات كبيرة للطاقة المتجددة، حيث يصل إجمالي إمكانياتها إلى ما يقرب من 417.8 جيجاوات، والتي تتألف من الطاقة الشمسية والرياح والطاقة الهيدروليكية وطاقة حرارية جوفية وطاقة تيارات المحيط والطاقة الحيوية، على الرغم من أنه استغل نسبة 2.5٪ فقط من هذه الإمكانيات. علاوة على ذلك، تمتلك إندونيسيا، مع ماليزيا، ثلثي احتياطيات الغاز في جنوب شرق آسيا، حيث بلغ إجمالي إنتاج الغاز السنوي أكثر من 200 مليار متر مكعب في عام 2016.
حددت حكومة إندونيسيا عدة التزامات لزيادة استخدام الطاقة النظيفة والحد من انبعاثات غازات الاحتباس الحراري، من بينها إصدار خطة الطاقة الوطنية العامة في عام 2017 والانضمام إلى اتفاق باريس للمناخ. وفي خطة الطاقة الوطنية العامة، تستهدف إندونيسيا أن تصل الطاقة الجديدة والمتجددة لتشكل 23٪ من إجمالي مزيج الطاقة بحلول عام 2025، و31٪ بحلول عام 2050. كما تلتزم الدولة بخفض انبعاثات غازات الاحتباس الحراري بنسبة 29٪ بحلول عام 2030 مقابل سيناريو خط الأساس للعمل كالمعتاد، وما يصل إلى 41٪ من خلال الدعم الدولي.
تمتلك إندونيسيا العديد من المشاريع المتجددة الصاعدة، مثل مشروع مزرعة الرياح بقدرة 75 ميجاوات في منطقة سيدنرينج رابانج، ومشروع آخر لمزرعة الرياح بقدرة 72 ميجاوات في منطقة جينيبونتو، بالإضافة إلى محطة سيراتا للطاقة الشمسية العائمة في جاوا الغربية بقدرة 145 ميجاوات، والتي ستصبح أكبر محطة للطاقة الشمسية العائمة في جنوب شرق آسيا.

## ملخص
|                                                                                           | السكان (مليون) | الطاقة الأولية (تيراوات/ ساعة) | الإنتاج (تيراوات/ ساعة) | التصدير (تيراوات/ ساعة) | كهرباء (تيراوات/ ساعة) | انبعاثثاني أكسيد الكربون (طن متري) |
| ----------------------------------------------------------------------------------------- | -------------- | ------------------------------ | ----------------------- | ----------------------- | ---------------------- | ---------------------------------- |
| 2004                                                                                      | 217.6          | 2,024                          | 3,001                   | 973                     | 104                    | 336                                |
| 2007                                                                                      | 225.6          | 2217                           | 3,851                   | 1,623                   | 127                    | 377                                |
| 2008                                                                                      | 228.3          | 2,311                          | 4035                    | 1,714                   | 134                    | 385                                |
| 2009                                                                                      | 230.0          | 2,349                          | 4092                    | 1,787                   | 140                    | 376                                |
| 2010                                                                                      | 239.9          | 2417                           | 4,436                   | 2,007                   | 154                    | 411                                |
| 2012                                                                                      | 242.3          | 2431                           | 4589                    | 2,149                   | 166                    | 426                                |
| 2012R                                                                                     | 246.9          | 2,484                          | 5120                    | 2631                    | 181                    | 435                                |
| 2013                                                                                      | 250.0          | 2،485                          | 5350                    | 2858                    | 198                    | 425                                |
| التغيير من الأعوام 2004-10                                                                | ٪10.2          | ٪19.4                          | ٪48                     | ٪106                    | ٪48                    | ٪22                                |
| مليون طن من النفط المكافئ= 11.63 تيراواط ساعة 2012R = تغيرت معايير حساب CO2، حدثت الأرقام |                |                                |                         |                         |                        |                                    |

حسبما ذكرت وكالة الطاقة الدولية، فقد ازداد إنتاج الطاقة في إندونيسيا بنسبة 34٪ وزادت الصادرات بنسبة 76٪ خلال الفترة من عام 2004 إلى عام 2008.

## الطاقة حسب المصادر

إنتاج الكهرباء في إندونيسيا حسب المصدر

تمتلك إندونيسيا، بحسب البيانات المتاحة لعام 2017، سعة كهربائية مركبة بلغت 52,859 ميجاوات، حيث تبلغ السعة المثبتة في جزيرتي جاوة وبالي 36,892 ميجاوات.

#### البترول

كانت إندونيسيا مُصدِّرة صافية للبترول

#### الغاز

ميزان الغاز في إندونيسيا

### مصادر الطاقة المتجددة

إنتاج الكهرباء المتجددة في إندونيسيا حسب المصدر

#### الطاقة الكهرومائية

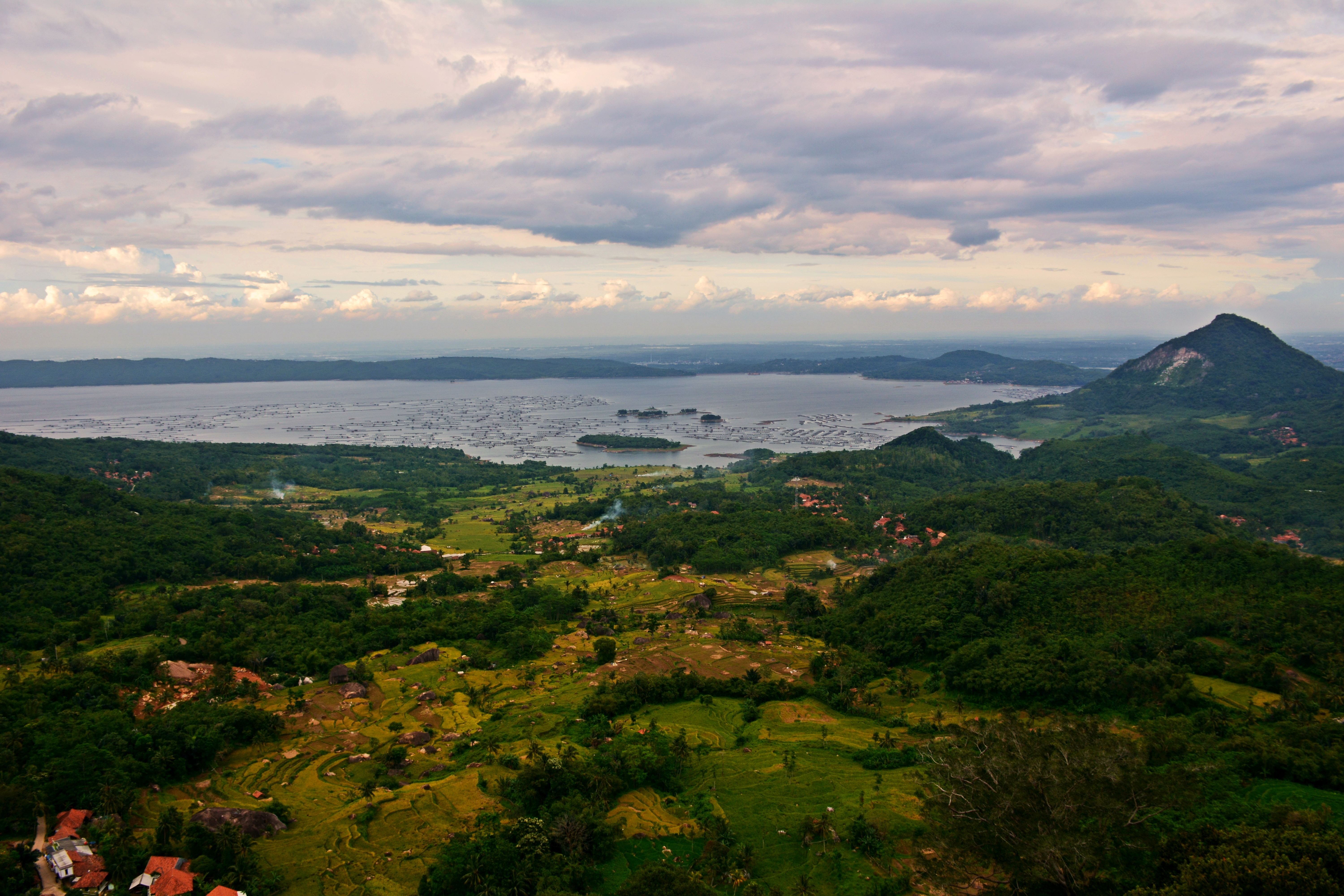
سد جاتيلهور، أول وأكبر سد في إندونيسيا، في بورواكارتا ريجنسي، جاوة الغربية

#### طاقة الرياح

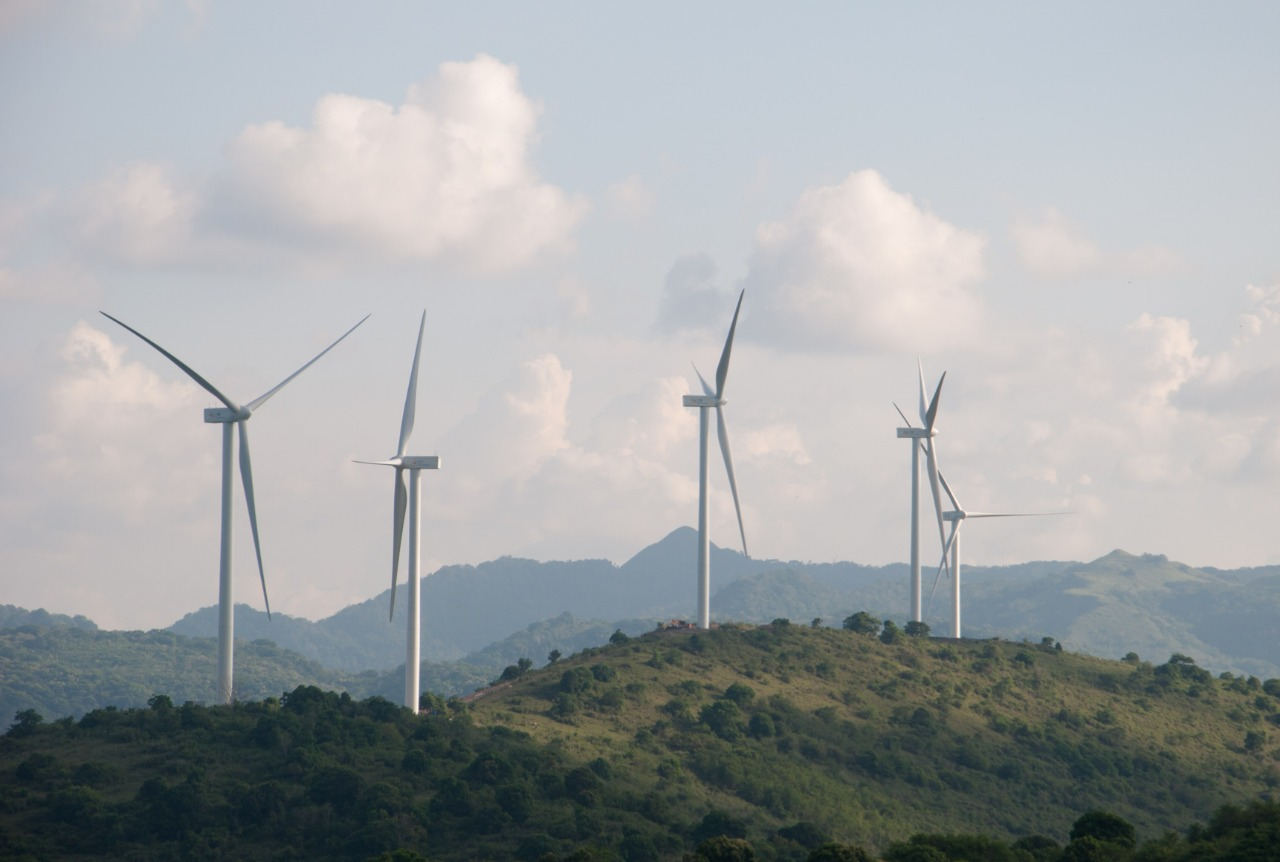
مزرعة الرياح سيدراب، أول محطة لطاقة الرياح في إندونيسيا، في سيدراب ريجنسي، جنوب سولاويزي.

## سياسة الحكومة

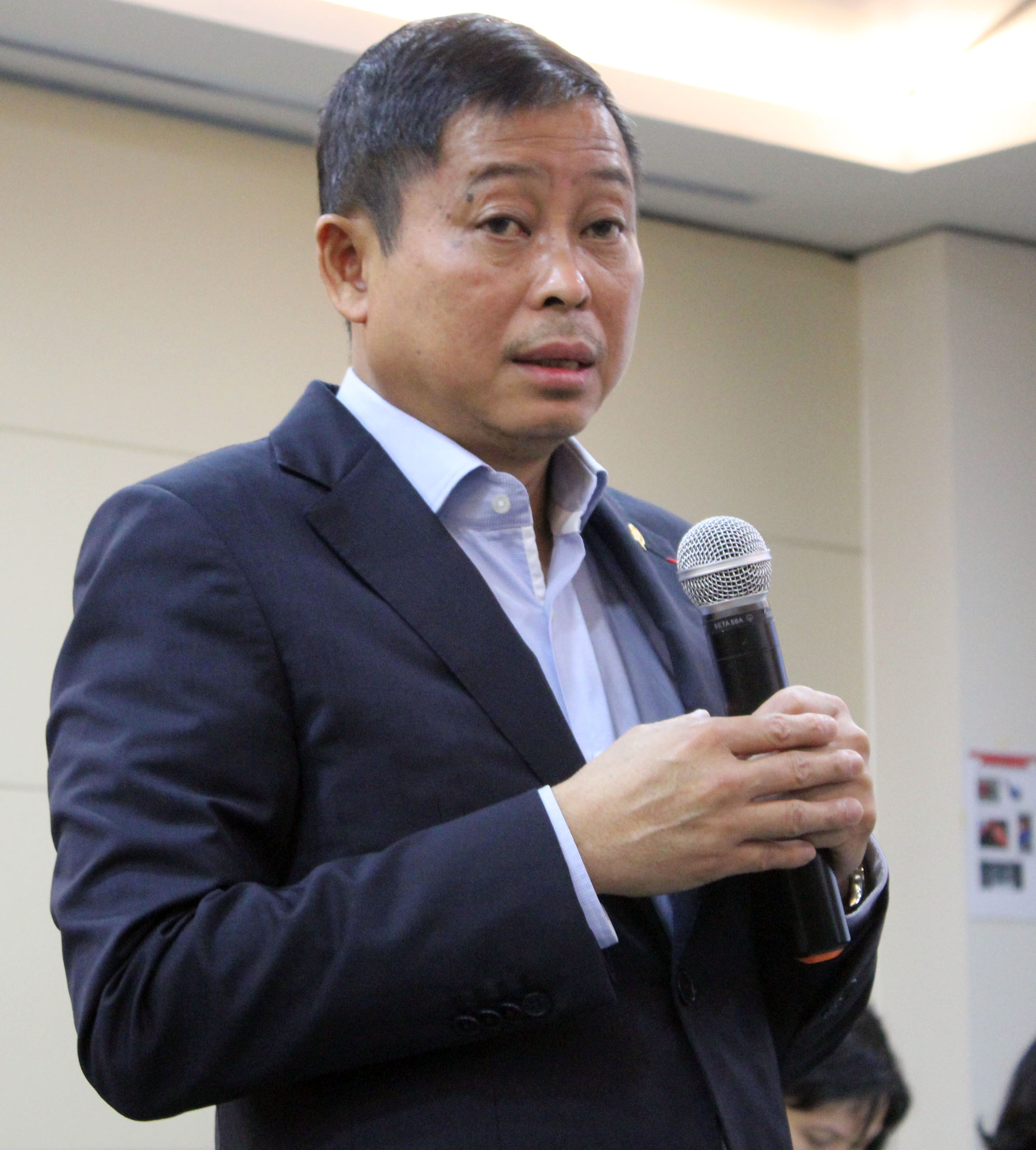
إغناسيوس جونان، وزير الطاقة والثروة المعدنية الإندونيسي

## كبرى شركات الطاقة في إندونيسيا

شعار برتامينا